# Lex Gellia Cornelia
Con la Lex Gellia Cornelia, nota solo grazie ad un riferimento presente nella Pro Balbo di Cicerone, si attribuiva nel 72 a.C. a Pompeo Magno la facoltà straordinaria di concedere, de consilii sententia, la cittadinanza romana a singoli individui come ricompensa ai loro meriti militari. Fu proposta dai consoli Gellio Publicola e Cornelio Clodiano. La proposta di legge si inserisce nella legislazione sulla cittadinanza, avviata da Mario, il quale la concesse pro merito alle coorti di Umbri nella guerra contro i Cimbri (104 a.C.-101 a.C.).
La Lex Gellia Cornelia si colloca nell'anno in cui Pompeo era impegnato nella guerra contro Sertorio, governatore della Spagna Citeriore, a cui si erano uniti i sostenitori dell'ormai defunto Marco Emilio Lepido, antisillano alleato dei rivoltosi in Etruria, che aveva marciato su Roma. Nel 74 a.C. il Senato concesse a Pompeo l'imperium sulla Spagna Citeriore: questo portò a diversi scontri fra i due eserciti, fino a che Sertorio fu ucciso dai suoi soldati nel 72 a.C..